# Maritime Air Charter

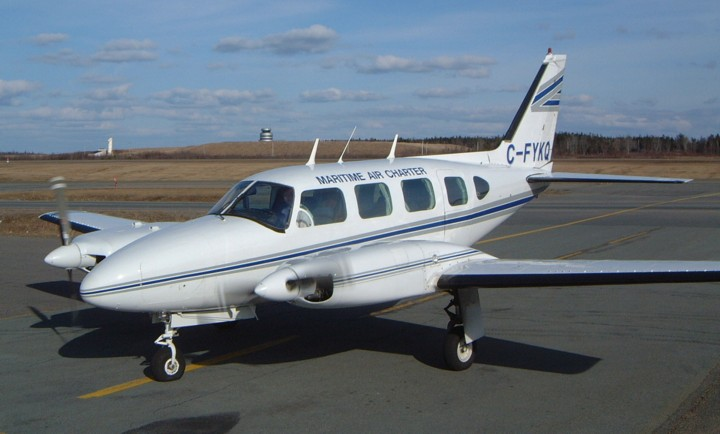
PA-31 Navajo авіакомпанії Maritime Air Charter в Міжнародному аеропорту Галіфакс

Maritime Air Charter Limited, що діє як Maritime Air Charter — канадська авіакомпанія місцевого значення зі штаб-квартирою у місті Галіфакс (провінція Нова Шотландія), виконує чартерні пасажирські та вантажні перевезення в населені пункти провінції, а також на острів Сейбл.

## Історія
Авіакомпанія Maritime Air Charter Limited була заснована в 1996 року і початку операційну діяльність з нерегулярних вантажних перевезень на одному літаку Piper Navajo.
У 2000 році компанія придбала свій другий літак Navajo, потім, у 2001 році — третій літак тієї ж моделі. Через два роки парк компанії поповнився турбогвинтовим лайнером Beechcraft A100 King Air, а один літак Navajo був виведений на консервацію.
У 2006 році авіакомпанія придбала літак Britten-Norman Islander і в тому ж році був укладений контракт на забезпечення повітряного сполучення з островом Сейбл.

## Флот
Станом на липень 2008 року повітряний флот авіакомпанії Maritime Air Charter складався з таких літаків:
- 2 Piper PA-31 Navajo
- 1 Beechcraft A100 King Air
- 1 Britten-Norman Islander